# Осецкая, Агнешка
Агне́шка Осе́цкая (пол. Agnieszka Osiecka, 9 октября 1936, Варшава — 7 марта 1997, там же) — польская поэтесса, автор стихов к многочисленным песням. Кроме того, известна своими произведениями в прозе, работой над театральными и телевизионными спектаклями, а также журналистской работой. Песни на её слова стали классикой польской музыки.

## Биография
Агнешка Осецкая родилась 9 октября 1936 года в Варшаве в семье пианиста Виктора Осецкого и Марии Штехман. С 1952 по 1956 год училась на факультете журналистики Варшавского университета, затем, с 1957 по 1961 год — в Высшей кинематографической и театральной школе Лодзи. Начиная с 1954 года сотрудничала со Студенческим сатирическим театром (СТС); являлась членом совета театра вплоть до 1972 года.
В 1954—1957 годах публиковала свои стихи, прозу и репортажи в «Глосе Выбжежа» (Głos Wybrzeża), «Новой культуре» (Nowa Kultura), «Штандаре млодых» (Sztandar Młodych) и «По просту» (Po prostu). Позднее печаталась также в «Литературе» (Literatura), «Культуре» (Kultura) и «Польше» (Polska). Была членом Общества польских писателей.
В течение семи лет Агнешка Осецкая являлась ведущей программы «Радио-студия песни» (Radiowe studio piosenki) на Польском радио, в которой за это время прозвучало около 500 песен и которая стала «трамплином» для многих звёзд польской эстрады.
Открыто выступила в защиту осуждённых членов подпольной организации Рух.
С 1994 года Осецкая плотно сотрудничала с Театром Ателье в Сопоте, для которого написала свои последние произведения и зонги, признанные критиками вершиной её творчества. Сегодня этот театр носит имя Агнешки Осецкой. Ежегодно в театре проходят полуфинальные концерты конкурса исполнителей её песен под названием «Вспомним об Осецкой» (Pamiętajmy o Osieckiej). Кроме того, имя Агнешки Осецкой носит студия радиостанции «III программа Польского радио», в которой проводятся престижные концерты польских и зарубежных звёзд эстрады.
Умерла от рака толстого кишечника 7 марта 1997 года в Варшаве; похоронена в варшавском некрополе «Повонзки», участок 284b. Наследием Агнешки Осецкой занимается фонд, организованный её дочерью, Агатой Пассент (Agata Passent). В настоящее время фонд работает над изданием 14-томного «Большого песенника Агнешки Осецкой». В 1997 году на фестивале польской песни в Ополе Магда Умер (Magda Umer) представила публике концерт-спектакль «Зелено мне» (Zielono mi), поставленный по песням Агнешки Осецкой, участие в котором приняла плеяда звёзд польской эстрады.
Посмертно награждена Командорским крестом ордена Возрождения Польши.
В СССР стихи Осецкой стали довольно хорошо известны благодаря переводам Булата Окуджавы, с которым польская поэтесса поддерживала дружеские и творческие связи.
Дочь Агнешки Осецкой — Агата Пассент (родилась 4 февраля 1973) — известная польская журналистка и деятель Варшавской еврейской общины.

## Творчество
Агнешка Осецкая говаривала, что её союз с песней должен был быть романом во время студенческих каникул, а стал супружеством на всю жизнь. Плодом этого «брака» стали 2000 песен, изданных в сборниках:
- Живая реклама (Żywa reklama)
- Поющие письма (Listy śpiewające)
- Искусственный мёд (Sztuczny miód)
- Поющие пески (Śpiewające piaski)
- Сентименты (Sentymenty)
- Спустя мгновенье (Za chwilę) —

и многих других.
Агнешка Осецкая писала тексты песен для таких артистов, как:
- Анна Герман
- Марыля Родович
- Калина Ендрусик
- Магда Умер
- Северин Краевский
- Анна Шалапак
- Кристина Янда
- Ирена Сантор
- группа «Скальды»

Наиболее известные песни:

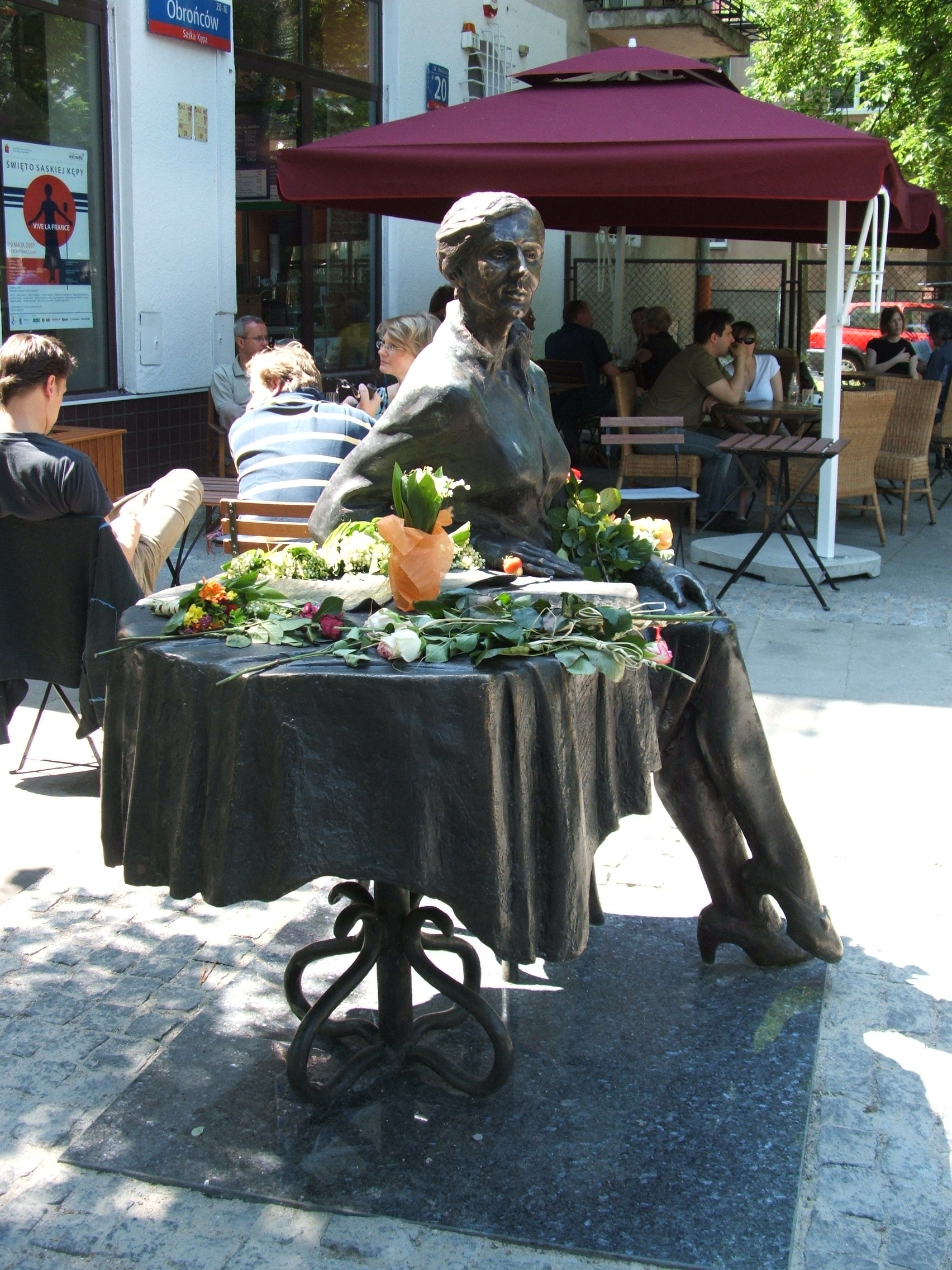
Памятник Агнешке Осецкой на Французской улице Варшавы

- А я предпочитаю мою маму (A ja wolę moją mamę)
- Баллада о танкистах (Ballada o pancernych), песня к многосерийному фильму «Четыре танкиста и собака».
- Вагонная баллада (Ballada wagonowa)
- Босса-нова подушке (Bossanova do poduszki)
- Цирк ночью (Cyrk nocą)
- Быть дамой (Damą być)
- Дьявол и рай (Diabeł i raj)
- Теперь уж нет настоящих цыган (Dziś prawdziwych Cyganów już nie ma)
- Кролик (Króliczek)
- Влюблённые с Каменной улицы (Kochankowie z ulicy Kamiennej)
- Кому свадебные дети (Komu weselne dzieci)
- Людская молва (Ludzkie gadanie)
- Малгоська (Małgośka)
- Мой первый бал (Mój pierwszy bal)
- Говорила в шутку (Mówiłam żartem)
- Во всех озёрах — ты (Na całych jeziorach — ty)
- Нет ничего лучше помпы (Nie ma jak pompa)
- Не успокоимся (Nie spoczniemy)
- Да здравствует бал (Niech żyje bal)
- Пока не взойдёт день (Nim wstanie dzień)
- Очкарики (Okularnicy)
- Польская мадонна (Polska Madonna)
- Синг-синг (Sing sing)
- Убегай, моё сердце (Uciekaj moje serce)
- Зелено мне (Zielono mi)

Переводила с русского и идиша на польский. В том числе перевела известную песню «Местечко Белз» (пол. Miasteczko Bełz, идиш מאין שטעטל בעלז‎).

### Театр
- 1969 — Московский театр «Современник» поставил пьесу Агнешки Осецкой «Вкус черешни» / «Apetyt na czereśnie» (реж. Екатерина Еланская, Мужчина — Олег Табаков, Олег Даль, Она — Елена Козелькова; 2-я редакция спектакля — 1979, реж. В. Фокин и М. Али-Хусейн). К этому спектаклю Булат Окуджава написал четыре песни — вольных перевода из Агнешки Осецкой, в музыкальном переложении Максима Дунаевского: «К чему нам быть на „ты“, к чему…», «Ах, пане, панове…», «Там, за седьмой горой…», «Нам парни говорят такие речи…».